# Ode Fulutudilu
Ode Fulutudilu (Kinshasa, 6 febbraio 1990) è una calciatrice sudafricana, attaccante del Glasgow City e della nazionale sudafricana.

## Carriera

### Nazionale
Fulutudilu inizia ad essere convocata dalla Federazione calcistica del Sudafrica (South African Football Association - SAFA) dai primi anni duemiladieci, chiamata in nazionale dal commissario tecnico Vera Pauw in occasione del campionato africano di Namibia 2014, torneo dove conquista il primo importante risultato con la maglia delle Banyana Banyana il quarto posto.
Durante il periodo in cui Pauw era sulla panchina del Sudafrica, dopo quella prima esperienza Fulutudilu non ebbe molto spazio, venendo impiegata sporadicamente anche dopo l'avvicendamento con Desiree Ellis alla guida della nazionale. Dopo averne testato il grado di preparazione in alcune amichevoli, Ellis decide di inserirla nella lista delle 23 calciatrici convocate per il Mondiale di Francia 2019 comunicata il 17 maggio 2019. Il ct sudafricano la impiega in tutti i tre incontri disputati dalla sua nazionale, la quale, inserita nel gruppo B con Cina, Germania e Spagna, subisce la superiorità tecnica delle avversarie perdendo tutte le partite e venendo di conseguenza eliminata già alla fase a gironi.

## Palmarès

### Club
- Coppa di Finlandia: 1

Åland United: 2020